# Migori (hrabstwo)
Migori – hrabstwo w południowo-zachodniej Kenii, na granicy z Tanzanią, na wschodnim wybrzeżu Jeziora Wiktorii. Jego stolicą i największym miastem jest Migori. Inne ważniejsze ośrodki miejskie to: Isebania, Kehancha i Rongo. Hrabstwo liczy 1 116 436 mieszkańców na obszarze 2614 km². Większość mieszkańców stanowi lud Luo.
Migori graniczy także z hrabstwami: Homa Bay od północy, oraz Kisii i Narok od wschodu. 

## Rolnictwo
Uprawa obejmuje: banany, kukurydzę, kawę, herbatę, tytoń i ryż.  Główną rośliną pieniężną hrabstwa jest trzcina cukrowa. Duże znaczenie odgrywa również mleczarstwo i rybołówstwo. 

## Religia
Struktura religijna w 2019 roku wg Spisu Powszechnego:
- protestantyzm – 62,4%
- katolicyzm – 17,2%
- niezależne kościoły afrykańskie – 13,8%
- pozostali chrześcijanie – 3,6%
- islam – 0,7%
- pozostali – 2,3%.

## Podział administracyjny
Hrabstwo Migori składa się z ośmiu okręgów:
- Rongo,
- Awendo,
- Suna East,
- Suna West,
- Uriri,
- Nyatike,
- Kuria West,
- Kuria East.